# Wodémont
 (juin 2022).
La mise en forme du texte ne suit pas les recommandations de Wikipédia : il faut le « wikifier ».
Les points d'amélioration suivants sont les cas les plus fréquents. Le détail des points à revoir est peut-être précisé sur la page de discussion.
- Les titres sont pré-formatés par le logiciel. Ils ne sont ni en capitales, ni en gras.
- Le texte ne doit pas être écrit en capitales (les noms de famille non plus), ni en gras, ni en italique, ni en « petit »…
- Le gras n'est utilisé que pour surligner le titre de l'article dans l'introduction, une seule fois.
- L'italique est rarement utilisé : mots en langue étrangère, titres d'œuvres, noms de bateaux, etc.
- Les citations ne sont pas en italique mais en corps de texte normal. Elles sont entourées par des guillemets français : « et ».
- Les listes à puces sont à éviter, des paragraphes rédigés étant largement préférés. Les tableaux sont à réserver à la présentation de données structurées (résultats, etc.).
- Les appels de note de bas de page (petits chiffres en exposant, introduits par l'outil «  Source ») sont à placer entre la fin de phrase et le point final[comme ça].
- Les liens internes (vers d'autres articles de Wikipédia) sont à choisir avec parcimonie. Créez des liens vers des articles approfondissant le sujet. Les termes génériques sans rapport avec le sujet sont à éviter, ainsi que les répétitions de liens vers un même terme.
- Les liens externes sont à placer uniquement dans une section « Liens externes », à la fin de l'article. Ces liens sont à choisir avec parcimonie suivant les règles définies. Si un lien sert de source à l'article, son insertion dans le texte est à faire par les notes de bas de page.
- La présentation des références doit suivre les conventions bibliographiques. Il est recommandé d'utiliser les modèles {{Ouvrage}}, {{Chapitre}}, {{Article}}, {{Lien web}} et/ou {{Bibliographie}}. Le mode d'édition visuel peut mettre en forme automatiquement les références.
- Insérer une infobox (cadre d'informations à droite) n'est pas obligatoire pour parachever la mise en page.

Pour une aide détaillée, merci de consulter Aide:Wikification.
Si vous pensez que ces points ont été résolus, vous pouvez retirer ce bandeau et améliorer la mise en forme d'un autre article.
Le château de Wodémont est un lieu-dit et un château de la commune belge de Dalhem située en Région wallonne dans la province de Liège.
Ce lieu-dit du Pays de Herve fait partie de l'ancienne commune de Mortroux et était une des deux seigneuries d'en deçà des Bois du duché de Limbourg.

## Histoire

### Les origines
Dans les plus anciens documents, Wodémont est appelé Waldenborch (château de la forêt) et en latin Waldemonte. Wodémont serait sa forme française, comme Fauquemont est celle de Valkenburg (château des faucons). Il est également possible que Wodémont signifie le château de Wodo, et Valkenburg le château de Falco.
Vers l’an 1000, il appartenait à Wolbertus de Waldemonte, proche parent de Saint-Poppon, prince-abbé de Stavelot-Malmedy. En 1063 le château est cité dans une charte. En 1082, son fils, Erwinus de Waldemonte, donne une terre qu’il avait à Barchon à l’abbaye de Stavelot, en souvenir de son père. En 1143, on cite Ebrovinus de Waudomonte, puis Colette de Wodémont, chevalier, en 1270.
Ayant droit de haute, moyenne et basse justice, Wodémont était l’une des deux seigneuries dites « en deçà des bois » du Duché de Limbourg, l’autre étant Lontzen.
A cet endroit, la Berwinne formait non seulement la limite de la seigneurie mais aussi la frontière du Duché de Limbourg. Perché sur les coteaux de sa rive gauche, le château dominait la vallée faisant face, au Nord, à la seigneurie de Neufchâteau et, à l’Ouest, au Comté de Dalhem dont Neufchâteau dépendait. Il constituait ainsi un élément important de la défense du Duché.

#### La place forte jusqu’en 1286
A cette époque, le donjon rectangulaire du XIe ou XIIe siècle, avec ses murailles de 2 mètres d’épaisseur, n’avait au rez-de-chaussée que des archères dont l’une subsiste sur la façade Nord. Un escalier dans l’épaisseur de la muraille donnait accès aux étages où étaient percées des fenêtres de plus ou moins 1m² et dont on peut voir les traces sur la façade Est.
Contre le mur Ouest du donjon était creusée une douve sèche dont le mur de soutènement extérieur en gros moellons subsiste dans la cave sous la terrasse.
Suivant la tradition, un souterrain donnant accès au puits partait de l’angle du donjon. Dans une cave, un ébrasement de porte en pierre moulurée pourrait en avoir été l’entrée.
A quelques mètres du puits se trouvait la chapelle Saint Nicolas, où l’on disait la messe pour les habitants de la seigneurie, qui comprenait aussi le hameau de Mauhin. Intégrée au XVIIème aux bâtiments de ferme, la chapelle montre encore la pente de sa toiture sur le pignon Est et, sur sa façade Nord, des piédroits gothiques en pierre calcaire.
Contre le pignon se trouvait le cimetière qui occupait une partie du jardin actuel du château.
Devant le donjon s’étendait une vaste cour fermée par deux bâtiments agricoles. Le premier au Sud, là où se trouve aujourd’hui un espace de réunion, anciennement des étables et une grange, et le deuxième à l’Ouest, maintenant disparu. Celui-ci était protégé par un fossé sur toute sa longueur. C’est de ce côté qu’un porche permettait d’entrer dans la cour.
Cet ensemble était protégé par un rempart continu au Nord, à l’Ouest et à l’Est, à une distance variant entre 10 et 30 mètres, le tout couvrant une superficie de plus d’un hectare. S’y appuyant à l’Est du donjon, une terrasse surplombe le ravin et offre une vue sur la vallée de la Berwinne. Au Nord, dans les prairies, seules les traces des fondations enfouies marquent le relief du terrain.
C’est ainsi que se présentait la place forte en automne 1286 lorsque Jean 1er, Duc de Brabant, l’attaqua par le côté Sud, plus vulnérable, et en fit le siège.
La guerre de succession du Duché de Limbourg s’acheva en juin 1288 à la bataille de Wörringen (Woeringen), sur les rives du Rhin. À partir de là, le Duché de Limbourg et Wodémont firent partie des possessions du Duc de Brabant, Jean Le Victorieux.

### Thomas de Diest et les d’Autrive (1324-1362)
On sait qu’en 1324, Thomas de Diest, châtelain de Dalhem pour le Duc de Brabant, est aussi Seigneur de Wodémont. Ensuite Clérembauld III d’Autrive, chevalier, puis son fils Clérembauld IV d’Autrive, Maréchal et Sénéchal du Comté de Namur, Châtelain de Dalhem, époux de Jeanne de Brabant.

### Les Fraipont (1362-1403)
Celui-ci vend la seigneurie le 9 novembre 1362 à Jacques de Fraipont, qui les tient en 1367 avec ses deux sœurs, l’une, N. de Fraipont, épouse de Renier de Neufchâteau, l’autre, Jeanne de Fraipont, épouse de Wéry de Hamale-Brialmont. Jacques de Fraipont étant mort sans hoir en 1375, Wodémont passe à son frère Guillaume de Fraipont, chanoine à Fouron, mort également sans enfant en 1380.
Son neveu, Gilles de Brialmont, fils de Wéry et Jeanne de Fraipont, relève Wodémont et meurt également sans enfant en 1403.

### Les Neufchâteau (1403-1527)
Wodémont est alors recueilli par son cousin, Renaud de Neufchâteau, petit-fils de Renier de Neufchâteau et de N. de Fraipont, dont il est question ci-dessus. Renaud, étant déjà Seigneur de Neufchâteau à la mort de son père, réunit une première fois les deux seigneuries dans les mêmes mains.
Les deux seigneuries passent ensuite à son frère, Jean de Neufchâteau qui meurt avant 1476 et laisse Wodémont d’abord à son fils Jean, mort sans hoir en 1513, ensuite à sa fille Marguerite, épouse de Balthazar Moer van Walde.

### Les Gulpen (1527-l720)
Marguerite étant décédée en 1527, Wodémont passe à Frambach de Gulpen, fils de sa sœur, Catherine de Neufchâteau et d’Alard de Gulpen. Frambach, qui est déjà Seigneur de Neufchâteau, Asse et Rosmel, réunit les deux seigneuries pour la seconde fois, jusqu’à sa mort en 1537.
Sa sœur, Catherine de Gulpen, épouse de Frambach de Hörrich, recueille Wodémont, et après elle, en 1540, sa nièce Catherine, fille de Frambach de Gulpen et épouse d’Herman d’Eys Beusdael.
En 1557, c’est le frère de celle-ci, Guillaume de Gulpen, qui relève Wodémont. C’était un grand persécuteur de protestants. Il fut Haut-Drossart et Lieutenant-Gouverneur du Duché de Limbourg. Il mourut en 1577.
Son fils Frédéric en hérite. Haut-Drossart et Lieutenant-Gouverneur du Duché de Limbourg, il est aussi seigneur de Stockem, à Eupen et de Hautregard à Battice.
En 1627, c’est Jean-Guillaume de Gulpen, fils du précédent, qui relève Wodémont.
En 1671, Wodémont est relevé par son fils, Walrave, Doyen d’Aix, ensuite par son autre fils, Frédéric, déjà Seigneur de Neufchâteau et enfin par son troisième fils, Jean-Guillaume, en 1674.
Celui-ci épousa Marie-Antoinette de Draeck avec qui il eut un fils, Walrave-François, qui releva Wodémont en 1698 et le vendit en 1720.

#### Les travaux de 1674 à 1686
Dès 1660, le père de Jean-Guillaume avait obtenu la désaffectation du cimetière qui jouxtait la chapelle et le mur Sud du donjon, invoquant le danger d’y inhumer les pestiférés. Les habitants de Mauhin seraient donc désormais enterrés à Mortroux.
Sur l’espace ainsi libéré, Jean-Guillaume accola une nouvelle aile qui donnait sur un « petit jardin » exposé au Sud.
Observons au passage que la fenêtre Est de la nouvelle aile est centrée par rapport aux dimensions intérieures de la pièce du rez-de-chaussée, mais pas par rapport aux pierres d’angle du donjon, encore visibles à l’extérieur. En effet, il est possible que le mur Sud du donjon ait été entamé lors de l’attaque des Brabançons en 1286, puis laissé tel quel ou mal réparé.
C’est probablement lui aussi qui couvrit l’ensemble de toitures. Pour le donjon, la charpente d’époque, avec ses poutraisons en chêne de 20 centimètres de section, montre la base du clocheton originel ainsi que les cinq travées d’arbalétriers, cintrés chacun dans le même angle.
Enfin, c’est probablement lui qui fit remplacer les petites fenêtres du donjon par les grandes baies qui l’éclairent actuellement, tant au rez-de-chaussée qu’aux étages.
Au-dessus de la porte donnant sur « le petit jardin », il fit placer une pierre commémorative ornée de ses armes et de celles de son épouse, Marie-Antoinette de Draeck, fille du Seigneur de Teuven. La pierre porte la date 1686 et l’inscription « Post Nubila Phoebus », « Après les nuages le soleil ». Elle rappelle d’une part les transformations qui firent de la vieille forteresse une résidence bien éclairée et d’autre part la fin provisoire des guerres qui avaient dévasté la région. En même temps, et de façon très hypothétique, l’entente retrouvée des deux époux.

### Les Hoen-Gulpen (1721-1731)
C’est Lambert d’Olne, Baron de la Neuville qui l’acheta à Walrave-François de Gulpen en 1720.
Le retrait lignager était une sorte de droit de préemption. Les héritiers du sang avaient le droit de rendre caduque la vente d’un fief à un non-héritier en désintéressant celui-ci. Or, Florence de Gulpen était la fille de Frédéric et donc la cousine de Walrave-François. Déjà Dame de Neufchâteau, elle était mariée au Comte Eugène-Albert de Hoen de Cortils et c’est lui qui fit usage de ce droit auprès de Lambert d’Olne en 1721.
Ainsi, après Renaud et Jean de Neufchâteau au XVe siècle, Frambach de Gulpen de 1527 à 1537 et Frédéric de Gulpen de 1671 à 1674, Neufchâteau et Wodémont se trouvaient à nouveau réunis.
Les époux Hoen-Gulpen avaient un fils, François, qui devait recueillir les deux seigneuries, mais qui mourut à 16 ans. Ils reposent sous un monument qui les représente tous les trois dans la chapelle que les époux avaient fait construire à côté de l’église d’Aubin-Neufchâteau.
Florence de Gulpen légua tous ses biens au cousin de son mari, le Baron Eugène-Théodore de Hoen de Schaloen, à condition qu’il porte, en souvenir de leur fils, le nom de Hoen Neufchâteau qu’aurait dû porter le jeune François.

### Les Hoen Neufchâteau (1731-1823)
Eugène-Théodore releva les deux seigneuries en 1731.
Le Comte Maximilien de Hoen Neufchâteau, fils du précédent, releva les deux seigneuries en 1775 et en fut le dernier Seigneur. Il épousa Félicité, Comtesse de Hohenzollern Hechtigen et mourut en 1823.

#### La destruction de la chapelle
En 1787, il avait fait abattre la plus grande partie de la chapelle Saint-Nicolas, qui menaçait ruine. Il s’ensuivit un procès avec l’abbé de Cornelimunster, collateur de la paroisse de Mortroux, dont dépendait la chapelle. Depuis lors, les habitants de Mauhin et de Wodémont durent aller à la messe à Mortroux, et la chapelle fut transformée en écurie.

#### Le rattachement à la paroisse de Neufchâteau
C’est en 1807, sous le régime français, que le préfet du département de l’Ourthe, d’accord avec l’évêque de Liège, rattacha le territoire de l’ancienne seigneurie de Wodémont à la commune et à la paroisse de Neufchâteau, malgré les protestations du curé de Mortroux et les pétitions des habitants.

### Des Hamal à Théodore Fléchet (1823-1859)
La fille de Maximilien, Thérèse de Hoen, qui avait épousé le Comte Ferdinand de Hamal, maire de Neufchâteau en 1819, hérita de Neufchâteau et Wodémont et mourut en 1833, laissant ses biens à ses deux filles, Ferdinande et Marie-Eveline de Hamal, celle-ci mariée au Comte Antoine de Becdelièvre.
En 1840, elles vendirent Neufchâteau et Wodémont au Baron Jean Plunkett de Rathmore. Sa fille, Thérèse Plunkett de Rathmore, épouse de Jean-François Reuter, vendit Wodémont en 1857 à Théodore Fléchet, juge au Tribunal de 1ère instance de Liège.

### Les Borchgrave d’Altena (1859-1971)
Ce dernier le revendit en 1859 aux Comtes Léon et Paul de Borchgrave d’Altena et Léon en devint seul propriétaire dix ans plus tard.

#### Les travaux de 1870
Le Comte Léon fit démolir le porche d’entrée et les dépendances qui formaient la cour devant le donjon et n’en conserva que les écuries sur le côté Sud. Au Sud de celles-ci fut créée une nouvelle cour fermée par les bâtiments de ferme actuels au Sud et à l’Ouest.
Il édifia une nouvelle aile au Nord du donjon et relia celle-ci avec l’aile du XVIIème par une galerie à toit plat, couvrant la douve sèche qui devint, de ce fait, une cave.
Il habilla les fenêtres d’encadrements avec piédroits et arcs en pierre.
Il ajouta un étage à l’aile Sud et prolongea la toiture du donjon au dessus de cette aile surélevée. Ne se trouvant plus, de ce fait, au milieu du nouveau toit, le clocheton fut supprimé.
Etant également propriétaire du château de Berneau, il en démonta une cheminée pour la placer au rez-de-chaussée de l’aile du XVIIème. Déplacée lors des travaux de restauration de 1971, elle se trouve actuellement contre le mur Nord du donjon.
A son décès, en 1873, Wodémont fut recueilli par son fils Ferdinand. Celui-ci était officier de marine et est l’auteur de remarquables rapports sur le rôle que pourrait jouer une marine de guerre belge.

#### La première guerre mondiale
En 1914, les Allemands envahirent et pillèrent le château. La Comtesse de Borchgrave, veuve de Léon et née d’Oultremont, dut fuir à Val Dieu, puis à La Haie.
Dans le bois de Wodémont, de nombreux prisonniers russes, qui travaillaient au chemin de fer que les Allemands construisaient de Moresnet à Tongres en 1916-1917, se sont réfugiés après s’être enfui de leur camp de Warsage. A Wodémont, ils avaient construit un abri souterrain et des gens de la région leur apportaient à manger.
Un espion allemand, déguisé en prisonnier russe et parlant la langue, réussit à rejoindre le bois et essaya de découvrir la cachette en se faisant passer pour un évadé. Mais, questionné par les vrais Russes évadés, il fut démasqué. On trouva sur lui des listes de Belges qui aidaient les prisonniers évadés.
Battu, il fut laissé pour mort. Revenus à l’endroit où ils l’avaient laissé, ils ne le retrouvèrent plus. Ils  suivirent les traces de sang qui conduisaient à des broussailles et ils le retrouvèrent la tête en sang, implorant pitié à genoux. Libérer l’Allemand, c’était condamner à mort les évadés et les Belges qui les aidaient. Il fut donc décidé de tirer au sort quel Russe l’achèverait. Le bourreau n’eut pas le choix des moyens. Un coup de bêche sépara la tête du tronc. Le spectacle rendit le bourreau malade. Le corps fut rapidement enterré, et les Allemands qui le recherchèrent avec des chiens, ne le retrouvèrent jamais.

#### L’entre-deux-guerres
Le Comte Ferdinand de Borchgrave d’Altena mourut célibataire en 1924, léguant Wodémont à son neveu, Léon.

#### La seconde guerre mondiale
Entre 1940 et 1945, Wodémont fut à nouveau occupé par les Allemands. Pendant l’offensive des Ardennes  les Américains positionnèrent un char à la terrasse Est du château qui domine la route en contrebas.
Après la guerre, le château étant inhabité, il fut mis à la disposition de divers groupements de jeunesse.

### Les Veranneman de Watervliet (1971- 2020)
Le 5 mai 1971, Wodémont fut vendu à l’état d’abandon par le Comte Léon de Borchgrave à M. Raymond Veranneman de Watervliet, avocat près la Cour d’Appel de Bruxelles.

#### Les travaux de restauration de 1971 à 1974
M. Veranneman entreprit de retrouver l’aspect du château tel que Jean-Guillaume de Gulpen l’avait laissé à la fin du XVIIème.
Il confia la direction des travaux de restauration à son architecte, le Comte Eric d’Oultremont qui est - clin d’œil de l’histoire - l’arrière-petit-neveu de la Comtesse Louise d’Oultremont, épouse de Léon de Borchgrave qui entreprit les importantes transformations du XIXème.
Il fallait rendre sa hauteur et sa force au donjon. Il fit donc raser l’aile Nord et la galerie qui défigurait sa façade depuis un siècle. Côté Sud, il ramena à de justes proportions l’étage ajouté en 1870 et remplaça sa couverture par deux toits à combles brisés.
Il rétablit les toitures du donjon d’après les anciennes charpentes et dessina un joli clocheton qu’il fit placer sur la structure de l’ancien. La girouette porte les armes Veranneman et les initiales du Comte Eric d’Oultremont.
Des encadrements de fenêtre à chaînage, récupérés lors de la démolition, en 1972, du couvent des Clarisses à Liège, remplacèrent ceux du XIXème, rendant aux façades leur caractère.
Au Sud ; une roseraie à la française prit place là où avait été créé, trois siècles plus tôt, « le petit jardin ».
A l’intérieur, l’imposante cheminée qui provenait du château de Berneau fut déplacée de la salle à manger au salon. La décoration en bois de son manteau porte les écussons de Thierry de Gulpen, Seigneur de Berneau et de Bombaye, et d’Hélène de Brus de Loën, qu’il épousa en 1615.
Ensuite, une cheminée en pierre du XVIIème, retrouvée à la ferme, retrouva sa place originelle dans la salle à manger.
Soutenant la poutre centrale du salon, les blasons des Neufchâteau (1403-1527) et des Gulpen (1527-1721) rappellent les deux familles qui tinrent la seigneurie le plus longtemps et dont descendent les Veranneman.
La restauration du château fut achevée en 1974.
Monsieur Raymond Veranneman de Watervliet y vécut sa retraite jusqu’à sa mort en 2000. Ensuite, son fils ainé Jean-Michel s’y installa mais décéda à son tour en 2018.

### Monsieur et Madame Muijrers-Avenson (2020-)
Les héritiers de Raymond Veranneman de Watervliet finirent par vendre le château et une partie des dépendances en 2020 à Monsieur et Madame Muijrers-Avenson, qui y développent actuellement un projet mettant en valeur la nature et les fleurs.

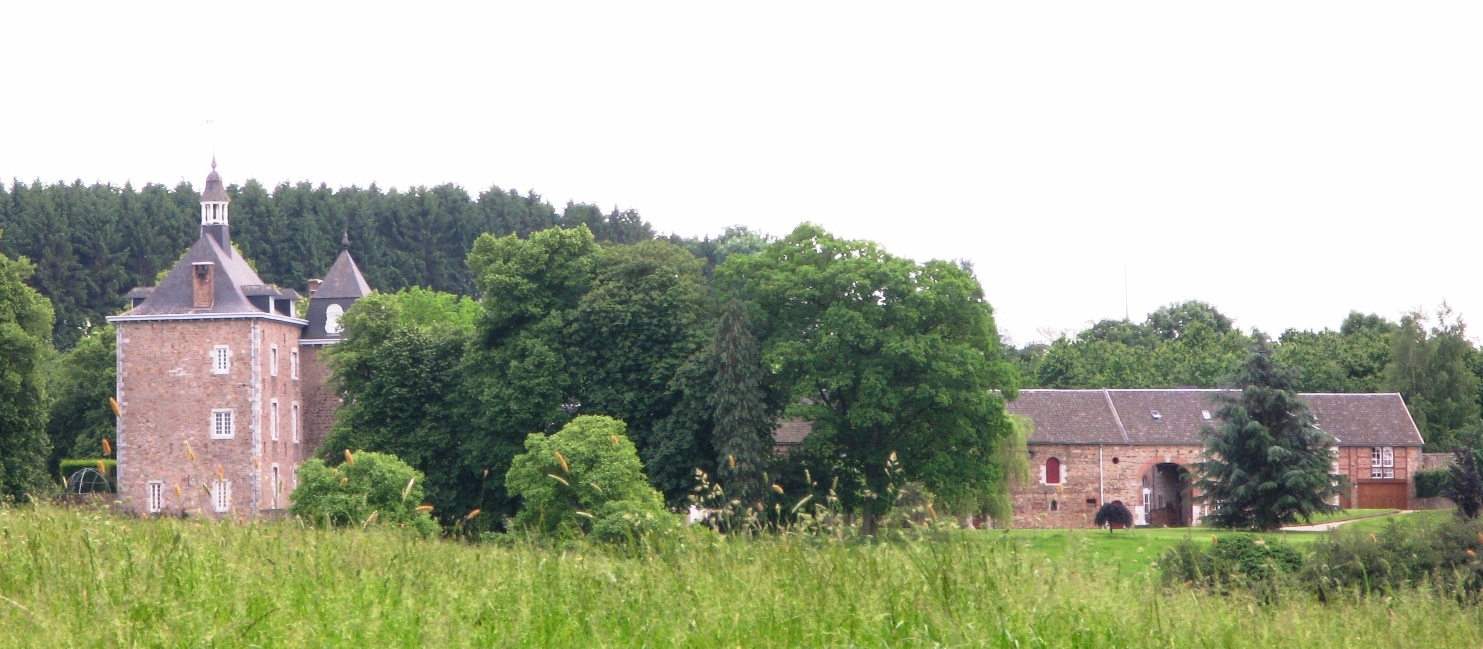
Château de Wodémont et sa ferme

## Sources
1. ↑  Guy Poswick : Description du château de Wodémont, dans 'Les Délices du Limbourg' (1951).

- André Van Houtryve, Famille Van (H)outryve, Kortemark, 1985, p.18.
- O. Balon, Au fil des Testaments de Catherine de Savoie, Comtesse de Namur, in Annales de la Société archéologique de Namur, 1947, p.224.
- A. Buchet, Le Duché de Limbourg sous les Ducs de la Maison de Brabant 1288-1400, in Société Verviétoise d'Archéologie et d'Histoire, vo1. 52, p. 19 à 35.
- Arsène Buchet, Monographies historiques des communes de l'arrondissement de Verviers. I. Cantons de Herve et d'Aubel - Dison : Imprimerie Lelotte G., 1970. - 147 p.  . Vol LVI, p 139.
- J. de Hemricourt, Miroir des Nobles de Hesbaye.
- A. de Ryckel, Les Fiefs du Duché de Limbourg, in Bulletin de la Société d'Art et d'Histoire du Diocèse de Liège, t. IX, 1895, p.310 (reliefs des fiefs) et p.449 (généalogie Gulpen).
- A. de Ryckel, Les Communes de la Province de Liège, Liège, 1892, v° Neufchâteau, p.429.
- Guy Poswick, Les Délices du Duché de Limbourg, in Archives Verviétoises, t. IV, p.409.
- J. Ceyssens, Les Bans, Seigneuries laïques et Immunités ecclésiastiques du Pays de Dalhem, spécialement au XVe siècle, Liège, 1929, p.104.
- C. et M. de Fraipont, Les Familles et 1a Seigneurie de Fraipont, Liège, L. Gothier, 1930
- S-P Ernst, Histoire du Duché de Limbourg, vol.VI.
- Roland et Halkin, Cartulaire de Stavelot-Malmedy, p.240.
- E. Poncelet, Commentaire de Chartes de Ste Croix à Liège, p.5 et 15.
- O. Coomans de Brachène, Etat Présent de la Noblesse Belge, 1985, t. I, p.68 et 69.